# Cinderella (album)
Pour les articles homonymes, voir Cinderella.
Albums de Yukiko Okada
Fairy
(21 mars 1985)
Compilations par Yukiko Okada
Okurimono
(28 novembre 1984)
Singles
1. First Date
Sortie : 21 avril 1984
2. Little Princess
Sortie : 18 juillet 1984

Cinderella (シンデレラ, appellation anglophone de Cendrillon) est le premier album studio de la chanteuse pop japonaise Yukiko Okada, sorti en septembre 1984.

## Détails de l'album
L'album sort le 9 septembre 1984 sous le label Canyon (plus tard renommé Pony Canyon), d'abord aux formats disque vinyle et cassette audio ; une version CD est mise en vente trois mois plus tard, le 21 décembre 1984. Il atteint la 7e place du classement hebdomadaire des ventes de l'Oricon, et se vend à 62 000 exemplaires durant cette première sortie.
L'album contient dix titres, dont les chansons-titres des deux premiers singles de la chanteuse, First Date et Little Princess, qui marquent les débuts de Yukiko Okada, alors âgée de 17 ans, dans le monde de la musique après avoir gagné le concours télévisé de l'émission Star Tanjō de l'émission Nippon Television fin 1983.
Quatre des chansons (dont les singles) sont écrites et composées pour Okada par la chanteuse Mariya Takeuchi, et une autre par la chanteuse Mioko Yamaguchi.

## Liste des titres
| CD    | CD                                                     | CD                                                   | CD    | CD | CD | CD | CD | CD | CD |
| No    | Titre                                                  | Paroles / Musique / Arrangements                     | Durée |    |    |    |    |    |    |
| ----- | ------------------------------------------------------ | ---------------------------------------------------- | ----- | -- | -- | -- | -- | -- | -- |
| 1.    | Sayonara Natsuyatsumi (さよなら・夏休み)               | Mariya Takeuchi / Mariya Takeuchi / Nobuyuki Shimizu | 4:06  |    |    |    |    |    |    |
| 2.    | Little Princess (リトルプリンセス)                     | Mariya Takeuchi / Mariya Takeuchi / Masaaki Ohmura   | 3:07  |    |    |    |    |    |    |
| 3.    | Kare wa Hurricane (彼はハリケーン)                     | EPO / Nobuyuki Shimizu / Nobuyuki Shimizu            | 3:27  |    |    |    |    |    |    |
| 4.    | Oka no Ue no High School (丘の上のハイスクール)        | Kan Chinfa / Mitsuo Hagita / Mitsuo Hagita           | 4:05  |    |    |    |    |    |    |
| 5.    | Soyokaze no Love Letter (潮風のラブ・レター)           | Kan Chinfa / Ryômei Shirai / Nobuyuki Shimizu        | 3:28  |    |    |    |    |    |    |
| 6.    | Arashi no Naka no Café Terrasse (風の中のカフェテラス) | Yoshiko Miura / Tôru Okada / Nobuyuki Shimizu        | 3:18  |    |    |    |    |    |    |
| 7.    | Akogare (憧れ)                                         | Mariya Takeuchi / Mariya Takeuchi / Mitsuo Hagita    | 2:53  |    |    |    |    |    |    |
| 8.    | Plastic Girl                                           | Mioko Yamaguchi / Mioko Yamaguchi / Mitsuo Hagita    | 4:01  |    |    |    |    |    |    |
| 9.    | Sonnet (ソネット)                                      | Kumiko Yoshizawa / Tatsushi Umegaki / Mitsuo Hagita  | 3:25  |    |    |    |    |    |    |
| 10.   | First Date (ファースト・デイト)                        | Mariya Takeuchi / Mariya Takeuchi / Mitsuo Hagita    | 2:52  |    |    |    |    |    |    |
| 33:22 |                                                        |                                                      |       |    |    |    |    |    |    |

## Crédits
- Son : Hiroji Bando, Shinichi Yano
- Production exécutive : Masako Sugimura
- Mixage : Kazuyuki Masumoto
- Photographie : Tadashi Mutoh
- Production : Miory Ijima, Yuzo Watanabe
- Enregistrement : Shozo Inomata, Toshio Tamagawa
- Enregistré aux studios Hitokuchizaka et Onkio Haus